# Miami Valley Sabres
Die Miami Valley Sabres waren ein US-amerikanisches Eishockeyfranchise der All-American Hockey League in Miami, Florida. 

## Geschichte
Die Miami Valley Sabres entstanden 1987 durch die Fusion der Dayton Jets und Troy Sabres aus der All-American Hockey League. Nach einem dritten Platz in der regulären Saison in ihrer Premierenspielzeit, gewannen die Sabres in der Saison 1988/89 die Meisterschaft der AAHL. Als die Liga im Anschluss an diese Spielzeit aufgelöst wurde, stellten auch die Miami Valley Sabres nach nur zwei Jahren den Spielbetrieb wieder ein.   

## Saisonstatistik (AAHL)
Abkürzungen: GP = Spiele, W = Siege, L = Niederlagen, T = Unentschieden, OTL = Niederlagen nach Overtime SOL = Niederlagen nach Shootout, Pts = Punkte, GF = Erzielte Tore, GA = Gegentore, PIM = Strafminuten
| Saison  | GP | W  | L  | T | OTL | SOL | Pts | GF  | GA  | Platz    | Playoffs |
| 1987–88 | 37 | 17 | 19 | 1 | —   | —   | 35  | 217 | 260 | 3., AAHL |          |
| 1988–89 | 36 | 23 | 13 | 0 | —   | —   | 46  | n/a | n/a | 1., AAHL | Meister  |